# بورخا ایرادیر
بورخا ایرادیر (به انگلیسی: Borja Iradier) (زادهٔ ۲۳ مارس ۱۹۸۰) شناگر اهل اسپانیا است.